# Conchobar mac Taidg
Pour les articles homonymes, voir Conchobar mac Taidg Móir.
Conchobar mac Taidg, (mort en 973)  roi de Connacht de 967 à  973 il appartient à la lignée du sept Síl Muiredaig des  Uí Briúin Aí et est le fondateur éponyme de la dynastie des  O'Conor régnante sur le Connacht.

## Origine
Conchobar est le fils de  Tadg mac Cathail  in Túir (de la tour), qui meurt roi  de Connacht en  956 mais son sept le Síl Muiredaig des Uí Briúin Ai doit faire face à l'opposition de Fergal mac Airt Ua Ruairc issu des Uí Briúin de Bréifne, qui règne jusqu'en 967.

## Relations familiales
Conchobar est l'héritier d'un vaste réseau de mariages-alliances avec les principales dynasties des Uí Néill: sa sœur Bébinn est l'épouse du roi de  Brega, Domnall mac Conghalaich († 976) , le fils de l'Ard ri Erenn Congalach Cnogba, alors que son autre sœur, Muirgel, s'était mariée dans le Cenél Conaill. C'est son beau-frère Domnall, le fils de Congalach, qui tue  Fergal mac Airt Ua Ruairc en 966, laissant le champ libre à Conchobar pour assumer la royauté régionale du Connacht, comme nouveau souverain; toutefois son règne ne sera pas sans troubles.

## Règne
La mort de son fils aîné intervient en 967 alors qu'il soutient le clan de l'époux de Muirgel contre son grand rival le  Cenél nEógain.
Les rois de Bréifne poursuivent leur tentative pour reprendre la royauté provinciale comme l’atteste la défaite de Conchobar face à 
Ualgarc Ua Ruairc  Il meurt en 973 .Le Livre de Leinster souligne que  Conchobar meurt d'une colique, et que son successeur, Cathal, tué lors de la bataille de Céis Chorainn, ne règne que trois jours ! Son meurtrier est Murchad Glun re Lar mac Flaithbertaigh du Cenél nEógain. 
Il semble que la royauté provinciale du Connacht demeure affaiblie pendant les vingt années suivantes, plusieurs lignées de la dynastie étendent leur domaine sur différentes parties du Connacht. Toutefois c'est de son fils Cathal, que sont ensuite issus le souverains provincial qui devient l’ancêtre de la lignée royale des Ua Conchobair (O'Connor),qui fournira un grand nombre des rois de Connacht postérieurs.

## Postérité
Son premier successeur est son cousin  Cathal mac Taigd meic Conchobair, le fils de son grand-oncle le roi  Tadg mac Conchobair qui est tué l'année même de son accession au trône puis son fils Cathal mac Conchobair.  Ses arrière-petits-fils seront les premiers connus sous le nom patronymique de Ua Conchobair, et ses descendants actuels  sont les  Ó Conchubhair Donn. Un frère de Conchobar Máelruanaidh Mór mac Tadg, est l'ancêtre des rois de Moylurg et des familles  Ua/Ó Maolruanaid (Mulrooney) et MacDiarmata (MacDermot).

## Sources
- (en) "Conchobar", par Ailbhe Mac Shamhráin, pp. 730–31, volume deux, Dictionary of Irish Biography, 2009.
- (en) Francis John Byrne, Irish Kings and High-Kings, Londres, Batsford, 1973 (ISBN 0-7134-5882-8).
- (en) T.W Moody, F.X. Martin et F.J. Byrne, A New History of Ireland IX Maps, Genealogies, Lists. A companion to Irish History part II, Oxford, Oxford University Press, 2011, 690 p. (ISBN 978-0-19-959306-4).